# 트론: 업라이징
《트론: 업라이징》(영어: Tron: Uprising)은 2012년 5월 18일부터 2013년 1월 28일까지 디즈니 XD에서 방영된 3D 컴퓨터 애니메이션 시리즈이다. 1982년 영화 《트론》과 28년만의 속편 《트론: 새로운 시작》 사이의 공백의 27년을 그리는 스핀 오프 작품이다.

## 같이 보기
- 트론
- 트론: 새로운 시작